# Itz
Die Itz ist ein rechter Nebenfluss des Mains in Südthüringen und Oberfranken.
Gemäß dem Bayerischen Wassergesetz (BayWG) ist sie ein Gewässer erster Ordnung.

## Name
Der Fluss wird im 9. Jahrhundert (fluvium Itesa) erstmals urkundlich erwähnt. Der Name ist mit dem indogermanischen Wortstamm *h2eid- für 'schwellen’ urverwandt. Das Benennungsmotiv dürften die häufigen Überschwemmungen gewesen sein.

## Geografie
Das Itztal liegt im Sandsteinkeuper, Rhät, Lias und Dogger und bildet zusammen mit den umliegenden Hügeln das Itz-Baunach-Hügelland des Südwestdeutschen Stufenlandes. Der Fluss hat sich stark ins Gestein eingetieft, seine Talsohle fällt von 673 m ü. NN um 438 m auf 235 m ü. NN. Die Auenlandschaft ist eine Kulturlandschaft, in der das Grünland dominiert und die das Bild des Obermainlandes prägt. Das Itztal zwischen Coburg und Baunach (14,5 km² FFH-Gebiet) sowie die Itz-Baunach-Aue mit einer Fläche von 123 km² sind besonders geschützte Landschaftsschutzgebiete, die von regelmäßigen Überschwemmungen gekennzeichnet sind. Charakteristisch für sie sind Auenwiesen mit seltenen und bedrohten Arten. Bei den Tieren sind es Biber, Groppe, Heller Wiesenknopf-Ameisenbläuling und Dunkler Wiesenknopf-Ameisenbläuling, bei den Pflanzen Erlen- und Eschenarten. Fast ein Viertel der Auenflächen stehen unter Naturschutz.

### Flussverlauf
Der Fluss ist etwa 80 Kilometer lang und hat ein 1030 Quadratkilometer großes Einzugsgebiet. Er entspringt nordöstlich von Eisfeld im Thüringer Schiefergebirge auf 673 m ü. NN am Fuße des Bleßberges in Stelzen im Landkreis Hildburghausen.
Im oberen Itztal liegt die Stadt Schalkau am Fluss. Gleich nach der Landesgrenze wird er in Bayern zum Schutz gegen Hochwasser zum Froschgrundsee aufgestaut. Danach durchfließt die Itz den Froschgrund zwischen Schönstädt und Oberwohlsbach und die Städte Rödental und Coburg. Weiter abwärts am fruchtbaren unteren Itzgrund überschwemmt sie bei Hochwasser immer wieder das Tal. Unterhalb von Rattelsdorf mündet die Itz zwischen Breitengüßbach und Baunach in den Main.

### Einzugsgebiet und Zuflüsse
Das 1030 km² große Einzugsgebiet der Itz liegt zu 63,5 % in Bayern und zu 36,5 % in Thüringen. Es umfasst das Coburger Land und reicht im Norden bis ins Thüringer Schiefergebirge und im Westen bis zum Grabfeld und an die Haßberge. Größter Zufluss ist die Rodach, die am Unterlauf von rechts zumündet und über ein Drittel des gesamten Einzugsgebietes beiträgt.
Zuflüsse sind unter anderen:
- Weitesfelder Wasser (rechts), Mündung zwischen Tossenthal und Bachfeld
- Krellsenbach (links), Mündung in Bachfeld
- Katzberger Wasser (Katzberger Graben) (rechts), Mündung oberhalb von Schalkau
- Gundelswinder Wasser, Mündung nach Bachfeld
- Truckenthaler Wasser (links), Mündung in Schalkau
- Kauerbach (links), Mündung in Schalkau
- Grümpen (links), Mündung nach Almerswind, 12,9 km nach der Itzquelle[5], 15,6 km lang[6], 32,3 km² Einzugsgebiet (EZG)
- Fernbach (rechts), Mündung an der Landesgrenze Bayern/Thüringen
- Bettelbach oder Parnickelsgraben (rechts), Mündung vor Weißenbrunn vorm Wald
- Birkertsbach (rechts), Mündung in Weißenbrunn vorm Wald, 1,6 km lang
- Effelder (links), Mündung in den Froschgrundsee, 15,1 km lang, 44,1 km² EZG
- Pöpelbach (Pöpelgraben) (rechts), Mündung vor Schönstädt
- Fischbach (links), Mündung bei Fischbach
- Fornbachsgraben (rechts), Mündung in Mittelberg
- Weimersgraben (links), Mündung in Mittelberg
- Höllgrund (links), Mündung vor Oberwohlsbach
- Fornbach (rechts), Mündung in Unterwohlsbach
- Röthen oder Röden (links), Mündung nach Oeslau, ca. 25 km lang, 77,7 km² EZG
- Krebsbach (links), Mündung bei Waldsachsen, ca. 6 km lang
- Lauter (rechts), Mündung bei der Heilig-Kreuz-Kirche in Coburg, 18,5 km lang, 102,9 km² EZG
- Mühlgraben (rechts)
- Ketschenbach (links), Mündung bei Ketschendorf
- Lehengraben (links), Mündung bei Creidlitz
- Schleifbach, Mündung bei der Finkenau
- Beergraben (rechts), Mündung in Triebsdorf
- Löchleinsholzgraben (rechts), Mündung unterhalb von Triebsdorf
- Schindlache (links), Mündung bei der Geizen-Mühle
- Füllbach (links), Mündung bei der Geizen-Mühle, 9,9 km lang
- Kleienbach (links), Mündung unterhalb von Niederfüllbach
- Augraben (rechts), Mündung westlich von Meschenbach
- Grundgraben (rechts), Mündung westlich von Meschenbach
- Weißenbrunner Bach (links), Mündung westlich von Meschenbach
- Siemauer Mühlbach (links), Mündung gegenüber Untersiemau-Scherneck
- Wohlbach (rechts), Mündung unterhalb von Scherneck
- Hummerbach (rechts), Mündung unterhalb der Erlesmühle
- Steingraben (links), Mündung bei Großheirath
- Ratzengraben (rechts), Mündung unterhalb von Buchenrod
- Wiebach (rechts), Mündung bei Rossach
- Fuchsgraben (links), Mündung südlich von Rossach
- Püchitzer Bach (links), Mündung unterhalb von Schleifenhan
- Gaukenbach (links), Mündung bei der Gleußener Mühle
- Weizenbach (links), Mündung gegenüber Bodelstadt
- Rodach (rechts), Mündung unterhalb von Bodelstadt, 41,7 km lang, 386,5 km² EZG
- Alster (rechts), Mündung bei Untermerzbach, 18,8 km lang, 63,1 km² EZG
- Merzbach (rechts), Mündung bei Untermerzbach
- Dorfgraben (rechts), Mündung bei Recheldorf
- Eggenbach (links), Mündung gegenüber von Hemmendorf
- Landsbach (rechts), Mündung oberhalb von Gleusdorf
- Hopfengraben (links), Mündung gegenüber von Gleusdorf
- Rumpelgraben (rechts)
- Mürsbach (rechts), Mündung bei Mürsbach
- Unterer Kreuzbach (links), Mündung über einen kurzen Auengraben westlich von Medlitz
- Fuchshöhlenbach (rechts), Mündung unterhalb von Freudeneck

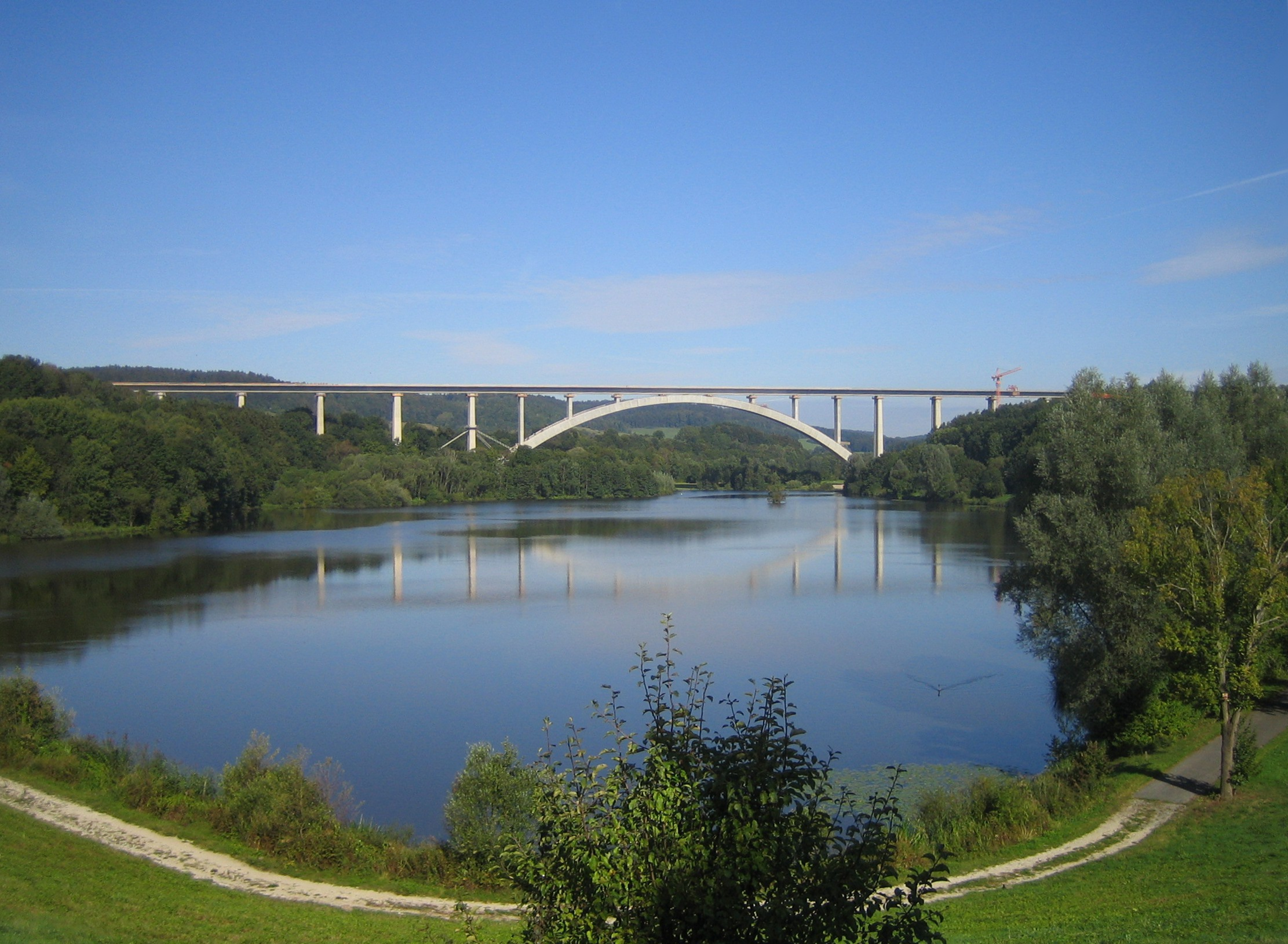
Froschgrundsee
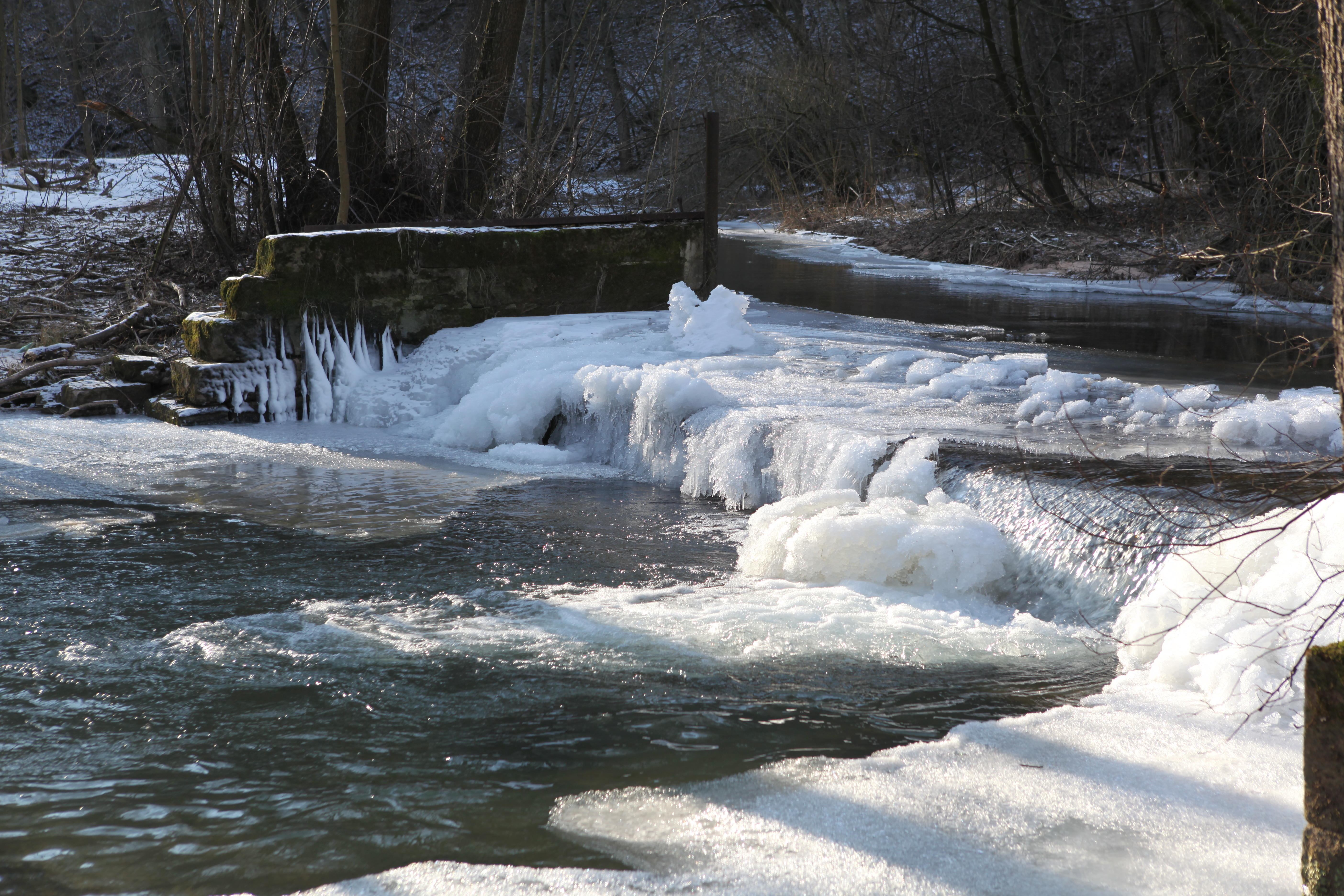
Itz bei Oberwohlsbach
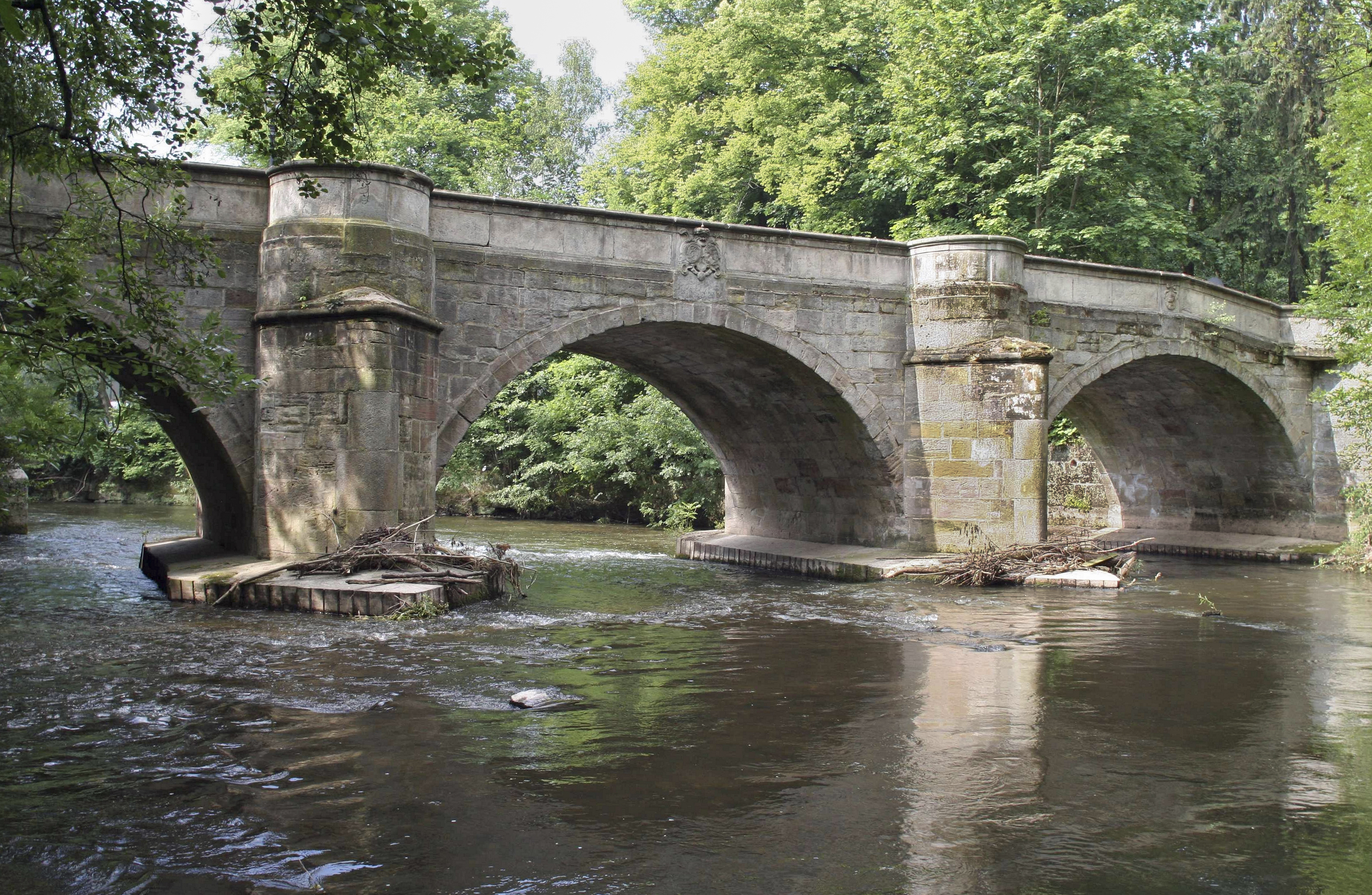
Judenbrücke in Coburg
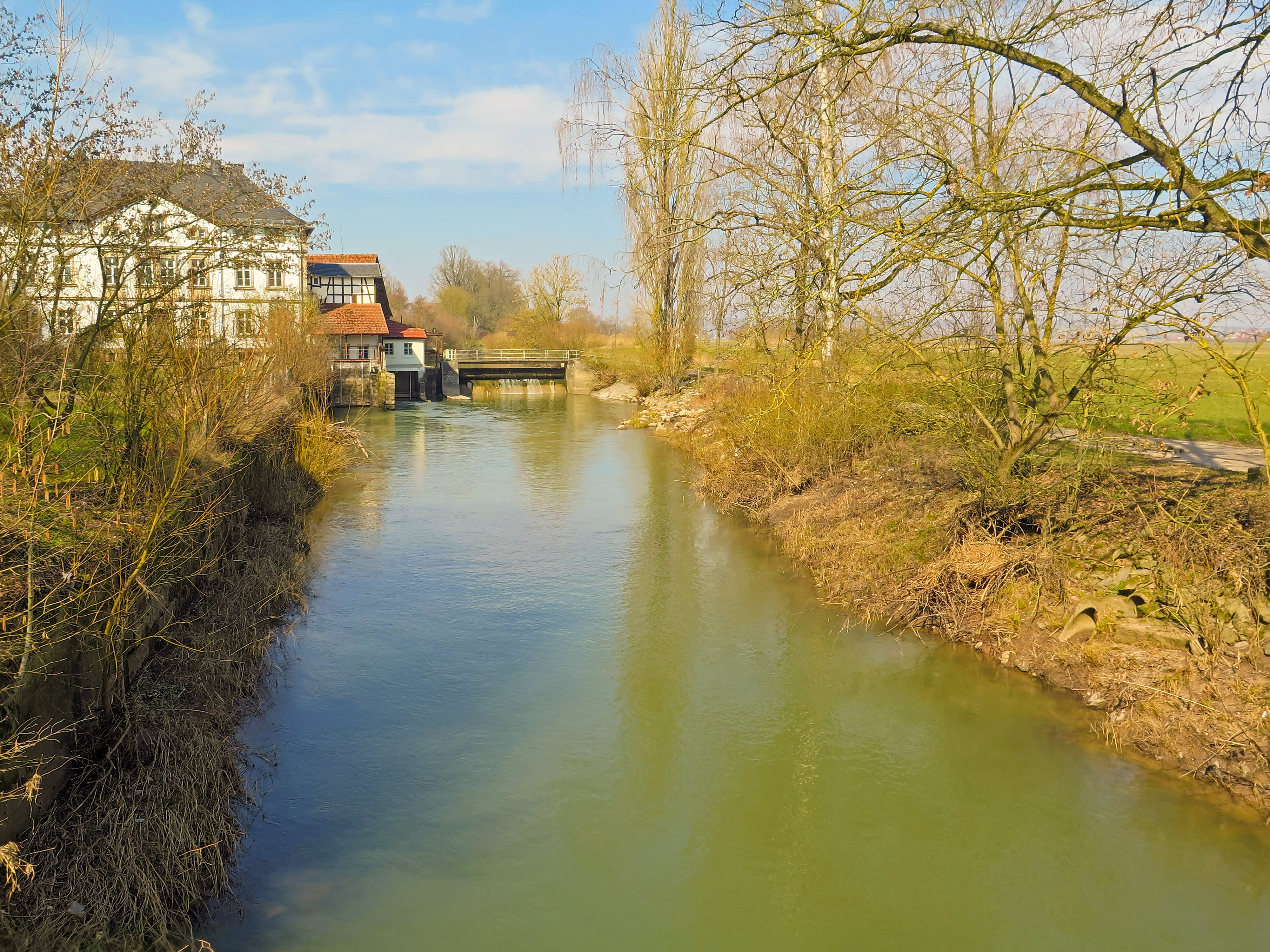
Itz an der Mühle Hemmendorf
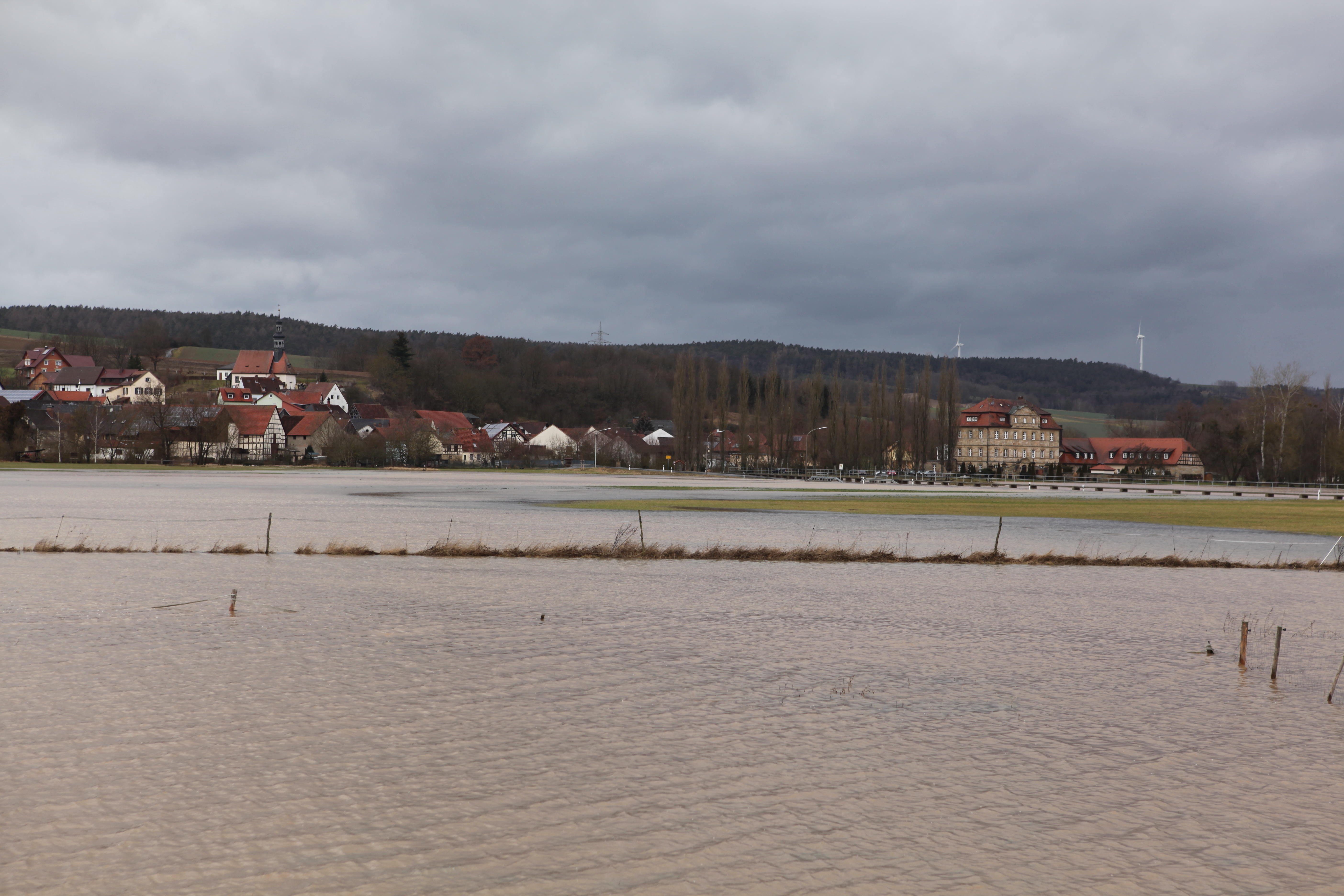
Hochwasser bei Gleusdorf
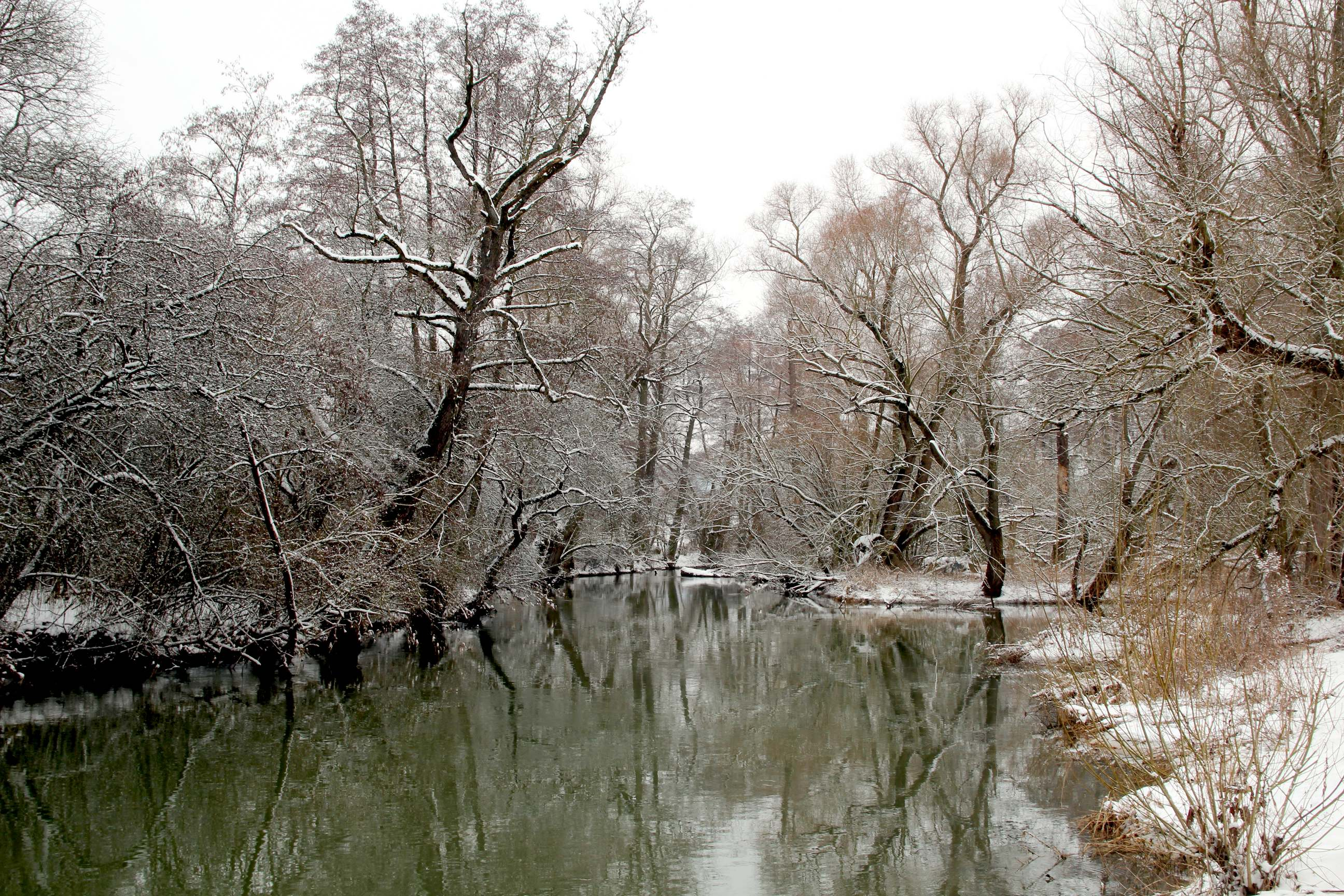
Itz bei Rattelsdorf

## Dialekt
Die Itz ist Namensgeber eines mainfränkischen Dialektes, des Itzgründischen, der in den Tälern der Itz und ihrer Zuflüsse gesprochen wird.